# Гай Анниан Вер
Гай Уммидий Квадрат Анниан Вер (лат. Gaius Ummidius Quadratus Annianus Verus) — римский государственный деятель середины II века. Консул-суффект 146 года.

## Биография
Происходил из рода Уммидиев. Сын Гая Уммидия Квадрата Сертория Севера, консула-суффекта 118 года. О его молодых годах ничего неизвестно. Благодаря хорошим отношениям отца с императором Адрианом начал быструю карьеру. В середине 120-х годов она приостановилась из-за подозрений императора в отношении Гая Уммидия Сертория Севера.
Впрочем уже при новом императоре Антонине Пие. Около 138 года женился на дочери претора Марка Анния Вера, отца будущего императора Марка Аврелия. Возможно сам Анниан Вер был каким-то родственником тестю, вероятно по материнской линии.
В 146 году назначен консулом-суффектом вместе с Квинтом Воконием Саксой Фидом. О каденции и дальнейшей деятельности ничего неизвестно.